# Servicio 404 (Corredor Morado)
El servicio 404 es una línea del Corredor Morado, que conecta los distritos de San Juan de Lurigancho y Magdalena del Mar.

## Características
Inició operaciones el 21 de enero de 2017. Su recorrido inaugural, abarcaba desde el sector de Enrique Montenegro hasta la plaza Bolognesi. En septiembre de 2018, la ruta fue ampliada por la avenida Brasil hasta su actual paradero ubicado en el distrito de Magdalena del Mar.
Actualmente, es el único servicio del Corredor Morado que circula por la avenida Brasil. Opera con una flota de autobuses de 12 metros.

### Horarios
| Días            | Ida Brasil                | Vuelta Wiesse             |
| --------------- | ------------------------- | ------------------------- |
| Lunes a domingo | 05:00 a. m. - 11:00 p. m. | 06:00 a. m. - 12:00 a. m. |

### Tarifas
Los medios de pago válidos son la tarjeta Lima Pass y la tarjeta del Metropolitano. Asimismo, se acepta dinero en efectivo. 
| Tipo    | Precio  |
| ------- | ------- |
| General | S/ 2.80 |
| Medio   | S/ 1.40 |

## Recorrido
| Ida Brasil    | Avenida Fernando Wiese (esq. Calle Mar de Timor) — Avenida Próceres de la Independencia — Avenida 9 de Octubre — Jirón Julián Piñeiro — Puente Ricardo Palma — Avenida Abancay — Avenida Miguel Grau — Plaza Grau — Avenida 9 de Diciembre — Plaza Bolognesi — Avenida Brasil (esq. Jirón Comandante Espinar)                                        |
| Vuelta Wiesse | Avenida Brasil (esq. Jirón Inclán) — Plaza Bolognesi — Avenida 9 de Diciembre — Plaza Grau — Avenida Miguel Grau — Avenida Carlos Zavala Loayza — Jirón Montevideo — Avenida Abancay — Puente Ricardo Palma — Jirón Julián Piñeiro — Avenida 9 de Octubre — Avenida Próceres de la Independencia — Avenida Fernando Wiese (esq. Calle Mar del Norte) |

## Paraderos
| N° | Paradero           | Común con   | Conexiones |
| -- | ------------------ | ----------- | ---------- |
| 1  | La Capilla         | 405 409 412 |            |
| 2  | Montenegro         | 405 409 412 |            |
| 3  | Motupe             | 405 409 412 |            |
| 4  | 8 de Mariscal      | 405 409 412 |            |
| 5  | Mariátegui         | 405 409 412 |            |
| 6  | La Cinco           | 405 409 412 |            |
| 7  | La Cuatro          | 405 409 412 |            |
| 8  | Bayóvar            | 405 412     |            |
| 9  | La Quince          | 405 412     |            |
| 10 | Santa Rosa         | 405 412     |            |
| 11 | San Martín         | 405 412     |            |
| 12 | La Ocho            | 405 412     |            |
| 13 | Sedapal            | 405         |            |
| 14 | San Carlos         | 405 412     |            |
| 15 | Basadre            | 405 412     |            |
| 16 | Los Postes         | 405 412     |            |
| 17 | La Hacienda        | 405 412     |            |
| 18 | Celima             | 405 412     |            |
| 19 | Pirámide del Sol   | 405 412     |            |
| 20 | Túpac Amaru        | 405 412     |            |
| 21 | Lima               | 405         |            |
| 22 | Concejo            | 405 409     |            |
| 23 | Acho               | 405 409     |            |
| 24 | Áncash             | 405 409     |            |
| 25 | Ucayali            | 405 409     |            |
| 26 | Cuzco              | 405 409     |            |
| 27 | Nicolás de Piérola | 405 409     |            |
| 28 | Grau               | 405 409     |            |
| 29 | Cotabambas         |             |            |
| 30 | Garcilaso          |             |            |
| 31 | Plaza Bolognesi    |             |            |
| 32 | Don Bosco          |             |            |
| 33 | Hospital del Niño  |             |            |
| 34 | La Nueve           |             |            |
| 35 | La Doce            |             |            |
| 36 | Bolívar            |             |            |
| 37 | La Dieciocho       |             |            |
| 38 | Óvalo              |             |            |
| 39 | Colegio            |             |            |
| 40 | Hospital PNP       |             |            |
| 41 | Javier Prado       |             |            |
| 42 | Venus              |             |            |
| 43 | La Virgen          |             |            |

| N° | Paradero           | Común con   | Conexiones |
| -- | ------------------ | ----------- | ---------- |
| 1  | Venus              |             |            |
| 2  | Javier Prado       |             |            |
| 3  | Hospital PNP       |             |            |
| 4  | Colegio            |             |            |
| 5  | Óvalo              |             |            |
| 6  | La Dieciocho       |             |            |
| 7  | Bolívar            |             |            |
| 8  | La Doce            |             |            |
| 9  | La Nueve           |             |            |
| 10 | Hospital del Niño  |             |            |
| 11 | Plaza Bolognesi    |             |            |
| 12 | Chota              |             |            |
| 13 | Garcilaso          |             |            |
| 14 | José Gálvez        |             |            |
| 15 | Montevideo         |             |            |
| 16 | Nicolás de Piérola | 405 409     |            |
| 17 | Cuzco              | 405 409     |            |
| 18 | Ucayali            | 405 409     |            |
| 19 | Junín              | 405 409     |            |
| 20 | Acho               | 405 409     |            |
| 21 | Mercado de Flores  | 405 409     |            |
| 22 | Concejo            | 405 409     |            |
| 23 | Túpac Amaru        | 405 412     |            |
| 24 | Pirámide del Sol   | 405 412     |            |
| 25 | Ascarruz           |             |            |
| 26 | Celima             | 405 412     |            |
| 27 | La Hacienda        | 405 412     |            |
| 28 | Los Postes         | 405 412     |            |
| 29 | Basadre            | 405 412     |            |
| 30 | San Carlos         | 405 412     |            |
| 31 | Sedapal            | 405         |            |
| 32 | La Ocho            | 405 412     |            |
| 33 | San Martín         | 405 412     |            |
| 34 | Santa Rosa         | 405 412     |            |
| 35 | La Quince          | 405 412     |            |
| 36 | Bayóvar            | 405 412     |            |
| 37 | La Cuatro          | 405 409 412 |            |
| 38 | La Cinco           | 405 409 412 |            |
| 39 | Mariátegui         | 405 409 412 |            |
| 40 | 8 de Mariscal      | 405 409 412 |            |
| 41 | Motupe             | 405 409 412 |            |
| 42 | Montenegro         | 405 409 412 |            |
| 43 | Portón             | 405 409 412 |            |